# Tabanus passosi
Tabanus passosi är en tvåvingeart som beskrevs av Travassos Dias 1974. Tabanus passosi ingår i släktet Tabanus och familjen bromsar.
Artens utbredningsområde är Angola. Inga underarter finns listade i Catalogue of Life.